# Amt Neuenhain

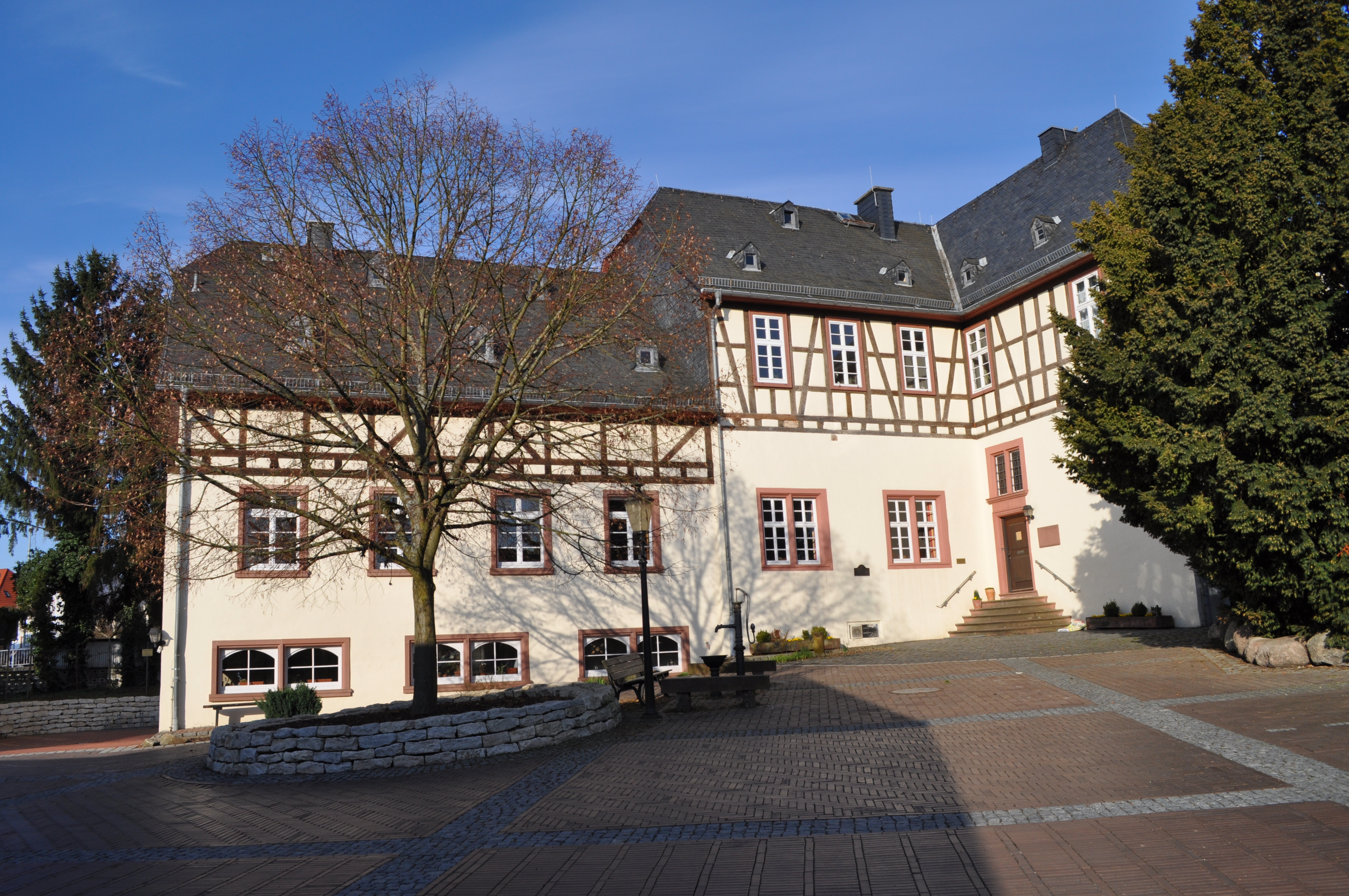
Ehemaliges Amtshaus

Das Amt Neuenhain war ein Königsteiner, Kurpfälzer und Kurmainzer Amt mit Sitz in Neuenhain.

## Geschichte
Neuenhain und andere Orte der Vogtei Sulzbach gehörten als Lehen des Klosters Limburg den Grafen von Königstein. Der letzte Herr der Grafschaft, Graf Christoph zu Stolberg, verstarb am 5. August 1581. Daraufhin teilte der Mainzer Kurfürst Daniel Brendel von Homburg dessen Bruder Albrecht Georg zu Stolberg mit, dass per Vollmacht des Kaisers Rudolf II. die Grafschaft als erledigtes Reichslehen anzusehen sei und der Kurfürst als Reichskommissarius für die Herrschaft eingesetzt werde. Während der Rest der Grafschaft an Kurmainz fiel, bildete ein anderer Teil der Grafschaft das neue Kurpfälzer Amt Neuenhain.
Das Amt bestand aus den Dörfern Neuenhain, Altenhain und Schneidhain.
In den Wirren des Dreißigjährigen Krieges wechselte das Amt mehrfach den Herren. So stand es ab 1620 unter spanischer Verwaltung, kam 1627 als kaiserliche Schenkung an Graf Johann Karl von Schönburg, war ab 1631 unter schwedischer Verwaltung, kam 1635 wieder an den Grafen von Schönburg und 1648 zurück an Kurpfalz.
1650 erfolgte im Rahmen des Bergsträßer Rezesses (der in Neuenhain abgeschlossen wurde) ein Gebietstausch mit Kurmainz. Das Amt Neuenhain (eine Kurpfälzer Exklave, umschlossen von Kurmainzer Gebiet) wurde nun kurmainzisch und organisatorisch als Unteramt und Kellerei Neuenhain dem Oberamt Königstein unterstellt. 1773 wurde das Unteramt aufgehoben und die Verwaltung der Kellerei Kronberg übertragen.

## Amtshaus
In Neuenhain bestand kein Amthaus. Die Vogtei-Schulheiße lebten wohl in gemieteten Häusern. 1592/93 wurde daher das neue Amtshaus, der Herrenbau in der heutigen Herrengasse errichtet. An der Stelle hatte sich früher der „Thröner Hofes“ aus dem 14./15. Jahrhundert befunden. Das Eigentum dieses Hofes war mit dem Ende des Klosters Thron an den Grafen Johann VI. von Nassau-Dillenburg übergegangen, der das Grundstück des verfallenen Hofes 1591 für 1.369 Gulden an den Pfalzgrafen Johann Kasimir verkaufte.
Das neue Amthaus war eine dreiseitig geschlossene Hofanlage mit Kelterhaus und Fruchtspeicher. Daneben entstand ein Turm als Gerichtsgefängnis und Stallungen. Beim Bau wurden auch die vorhandenen Gebäude mit einbezogen. So stammt die Hälfte der ehemaligen Zehntscheune, ein aus Feldsteinen aufgeführter Bau vermutlich aus dem 15. Jahrhundert.
Heute noch erhalten ist der hohe, zweigeschossige Winkelbau des Amtshauses, dessen massivem Erdgeschoss über großem Gewölbekeller 1741 ein Fachwerkobergeschoss aufgesetzt wurde.
Das Gebäude wird seit 1795 als evangelisches Pfarrhaus genutzt und steht heute unter Denkmalschutz.

## Amtmänner
Pfalzgraf Johann Kasimir setzte 1581 den bisherigen Königsteiner Amtmann Philipp Wolf von Praunheim (-Klettenberg) (1530–1618) als Amtmann ein. Da dieser jedoch seinen Sitz in seinem Schloss Philippseck in Heddernheim und nicht in Neuenhain hatte, wurde vor Ort ein Vogtei-Schulheiß als ständiger Vertreter eingesetzt. Dies waren:
- 1581–1589: Johann Queck
- 1586–1587: Konrad Marschall
- 1587–1590: Johann Neutze
- 1590–1610: Eberhard Maywaldt

Während der Amtszeit von Eberhard Maywaldt war die Stelle des Amtmannes vakant. 1610 wurde mit Junker Julius von Damm wieder ein Amtmann eingesetzt.